# Hugo von Unge
Bror Hugo Wilhelm von Unge, född den 5 april 1849 i Stora Tuna socken, Kopparbergs län, död den 2 februari 1935 i Norrköping, var en svensk läkare. Han var far till Olof von Unge. 
von Unge avlade medicine licentiatexamen vid Karolinska institutet 1878 och promoverades till medicine hedersdoktor vid jubelfesten i Uppsala 1893. Han var amanuens och underläkare vid Serafimerlasarettet 1878–1879, tillförordnad lasarettsläkare i Norrköping 1879–1881 och ordinarie lasarettsläkare där 1881–1919.